# カーゴルックス航空
カーゴルックス航空（カーゴルックスこうくう、Cargolux Airlines International S.A.）は、ヨーロッパのルクセンブルク大公国を拠点とする国際貨物航空会社である。「カーゴラックス」「カーゴラクス」ともいう。
また、子会社にカーゴルックス・イタリアがある。
1987年には、日本経済新聞が欧州最大の航空貨物会社として記事で取り上げている。ルクセンブルクは欧州の地理的な中心に位置し、世界各国からの貨物を集結し、各地へトラック便で配送するビジネスモデルを確立している。また、ルクセンブルク空港が貨物便にとって使いやすい空港であることも、本拠を置く理由のひとつであると言う。

## 歴史
- 1970年3月、ルクスエア、Loftleidir Icelandicなどの投資家により、ルクセンブルクで設立された。
- 1970年5月、貨物機のカナディア CL-44（英語版）1機を使用し、ルクセンブルク-香港線で運航を開始した。[2]。
- 1973年までに、保有するCL-44型機を5機まで増加させ、規模を拡大した。かつて存在したダグラスDC-8F

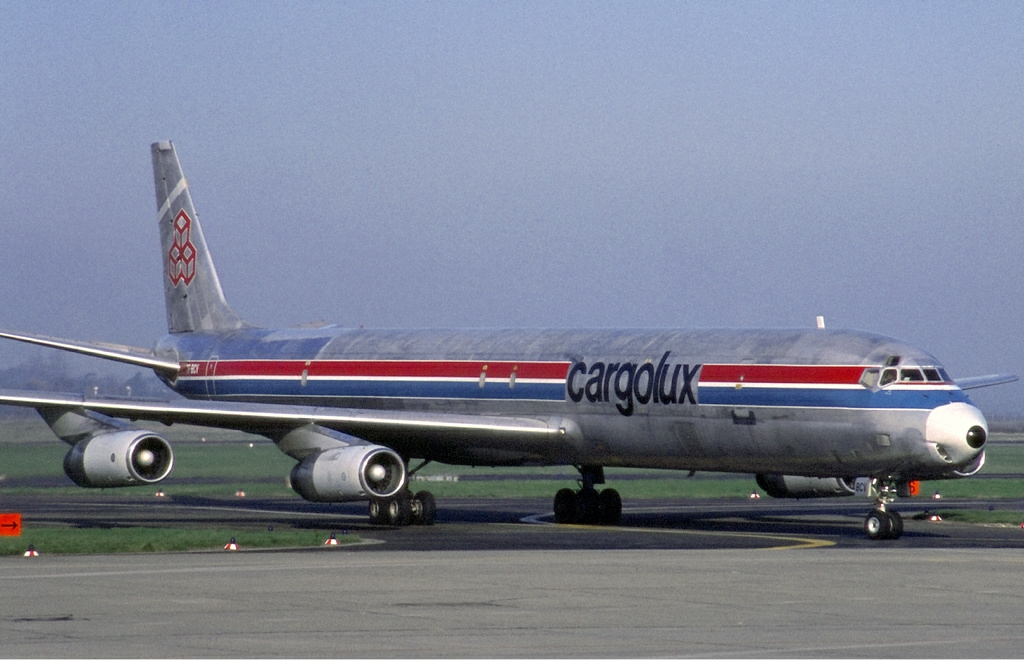
かつて存在したダグラスDC-8F

- 1973年、初のジェット機として、ダグラス DC-8を導入し、高速貨物輸送に対応した[3]。
- 1974年、アイスランドを本拠とするLoftleidiと、機材整備部門と技術部門を統合した。
- 1975年にカーゴルクスは新しい本社施設と二棟の格納庫を新規開設した[4]。
- 1978年、カナディア CL-44（英語版）の退役を開始し、超大型機のボーイング747を発注した。
- 1979年には、ボーイング747型機を導入開始[5]。
- 1982年、チャイナエアラインと戦略的提携関係を結んだ。
- 1983年、CHAMP (Cargo Handling And Management Planning) を導入し、、ハッジ巡礼のための旅客チャーター便の運行を開始した。
- 1984年、ダグラス DC-8型機の退役を完了し、機材をボーイング747に統一した。
- 1987年、ルフトハンザがカーゴルックスの株式を購入し、24.5%の株式を保有することとなった。一方、ルクスエアも保有株を買い増し、保有株式をルフトハンザよりも多い24.53%まで増加させた。
- 1988年、ルクスエアと共同で、旅客チャーター便運航会社ライオン・エア（Lion air）を設立し、2機のボーイング747を移管してチャーター便運航を開始したが、新規参入は失敗に終わり、その後Lion Airは解体された。
- 1985年10月23日、初の日本便として、福岡空港に乗り入れを開始。
- 1990年代に入っても、健全な財政状態を維持し、1990年に2機、1993年には3機のボーイング747-400Fを追加で導入した[6]。
- 1994年7月2日、日本での乗り入れ先を、1985年から乗り入れていた福岡空港から小松飛行場に変更した。開港したばかりの関西国際空港への乗り入れも検討されたが、森喜朗など石川県側の誘致活動もあり、小松への就航となった（詳細は別節で説明）。

- 1995年、Heiner Wilkensが最高経営責任者(CEO)兼社長に就任した。
- 1997年、ルクスエアが株式を34%まで買い増した。
- 1997年9月、ルフトハンザドイツ航空が、保有している24.5%の株式を、Sair Logistics、Swiss Cargoに売却した。
- 1998年、Sair Logisticsが株式を33%まで買い増した。
- 1999年、ボーイング747を導入し、機材数合計が10機に到達。
- 2000年、韓国・ソウルへの乗り入れを開始。
- 2001年にはWilkensはCEOと社長職を辞任することを決心した。
- 2005年、ボーイング747-8Fを発注し、日本貨物航空と共に747-8F型機のローンチカスタマーとなる[7]（その後の推移は別項を参照）。
- 2006年、ボーイング747型機2機を収容できる、大規模な新格納庫を建設した。
- 2010年6月10日 子会社のカーゴルックス・イタリアは日本国国土交通省より外国人国際航空運送事業の認可を得た[8]。関空会社のリリースによれば同空港への発着便開設は地元関西経済界からの要請に応えたものである。使用機材はB747-400F[9]。6月13日、ミラノ→アルマトイ→関西国際空港→香港→アルマトイ→ミラノで日本初就航。総代理店はカーゴルクスである[10]。
- 2010年10月、最高経営責任者のウルリッヒ・オギエルマンが、価格操作の容疑で起訴され、有罪となり、13か月の服役を言い渡された。2010年11月には、カーゴルックスが欧州委員会から価格操作で罰金を科された[11][12][13]。

- 2011年9月8日、カタール航空が株式の35%を購入し、ルクスエア(43.4%)に次ぐ第2位の株主となった[14]。
- 2011年9月17日、「未解決の契約上の問題」を理由に、新型のボーイング747-8Fを受領しないと発表した。
- 最終的に、2011年10月12日にワシントン州エベレットで初のB747-8Fを受領し、シアトルで貨物を取り扱ったのち、本拠地ルクセンブルクに飛行した[15]。
- 2012年11月、カタール航空が戦略の相違により株式を売却する計画を発表し、ルクセンブルク政府に売却した。
- 2014年、カタール航空の保有していた株を購入していたルクセンブルク政府が、その株式を中国の河南民間航空開発投資に売却した。この取引を受け、カーゴルックスは河南省の鄭州への乗り入れを開始した。
- 2017年、河南民間航空開発投資と共同で、河南貨物航空を設立した。25%の株式を保有している[16]。
- 2022年10月12日、ボーイング777-8Fを最大16機発注した（確定発注10機、オプション6機）[17]。B747-400Fの後継機として位置付けられており、正式に導入そして運用されれば、同社設立以来初めての双発エンジン貨物機となる。
- 2024年、空中消防事業部門を設立[18]。

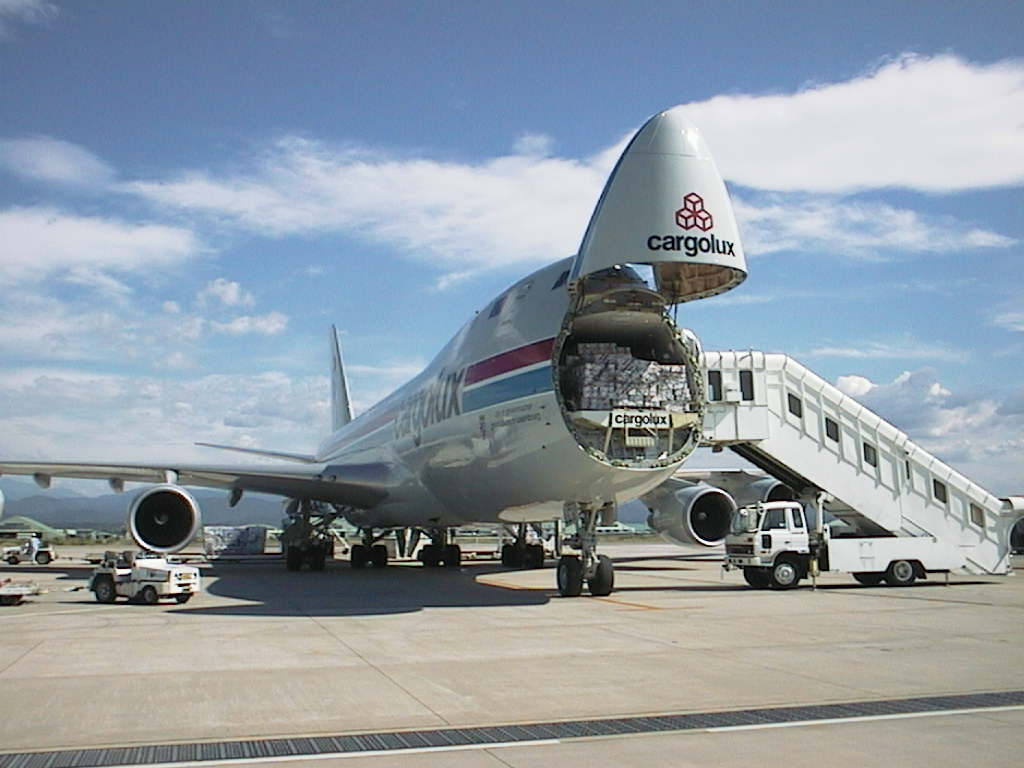
ボーイング747-400Fが貨物を積み降ろす様子。
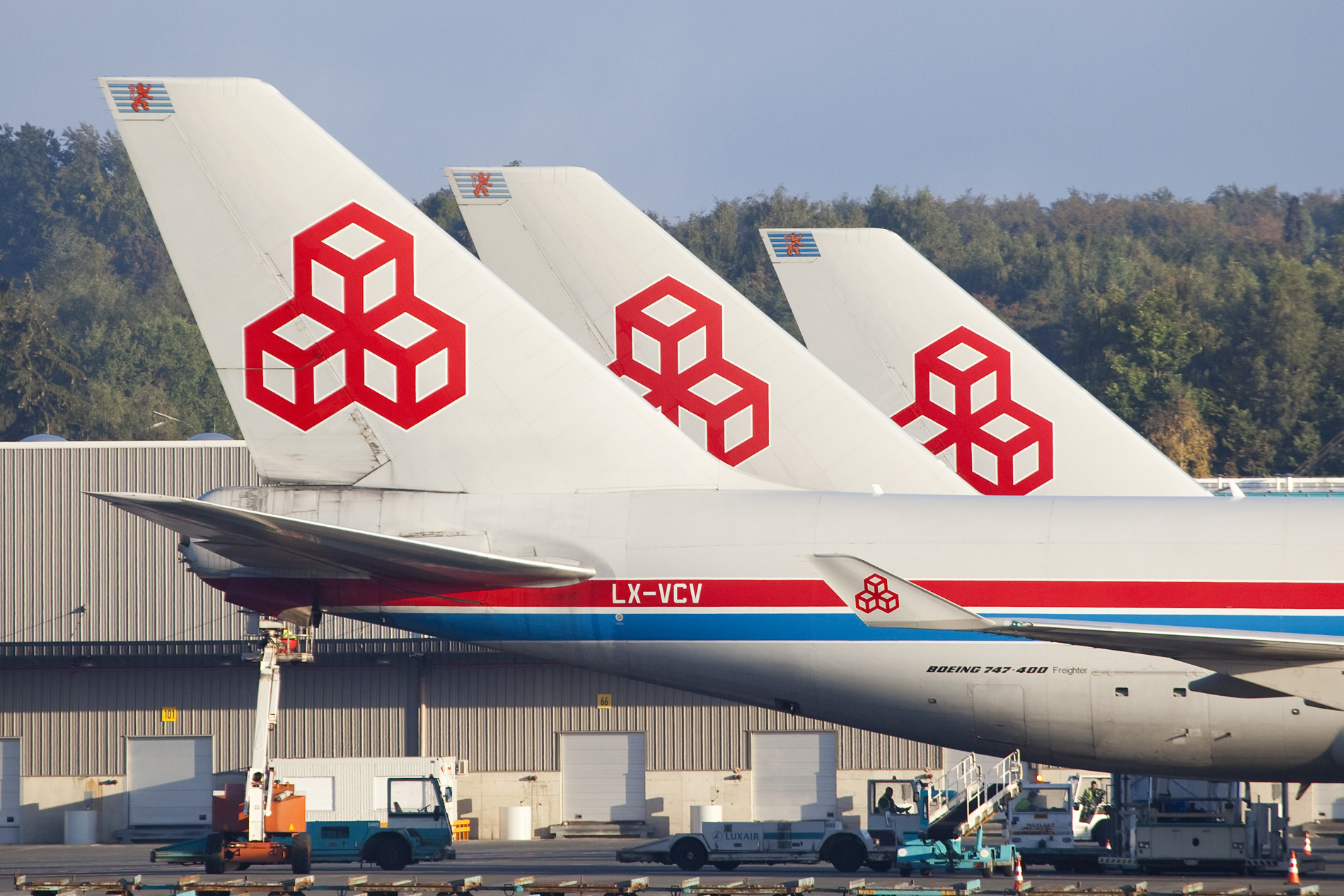
3機並んでいる、カーゴルックスのボーイング747-400F
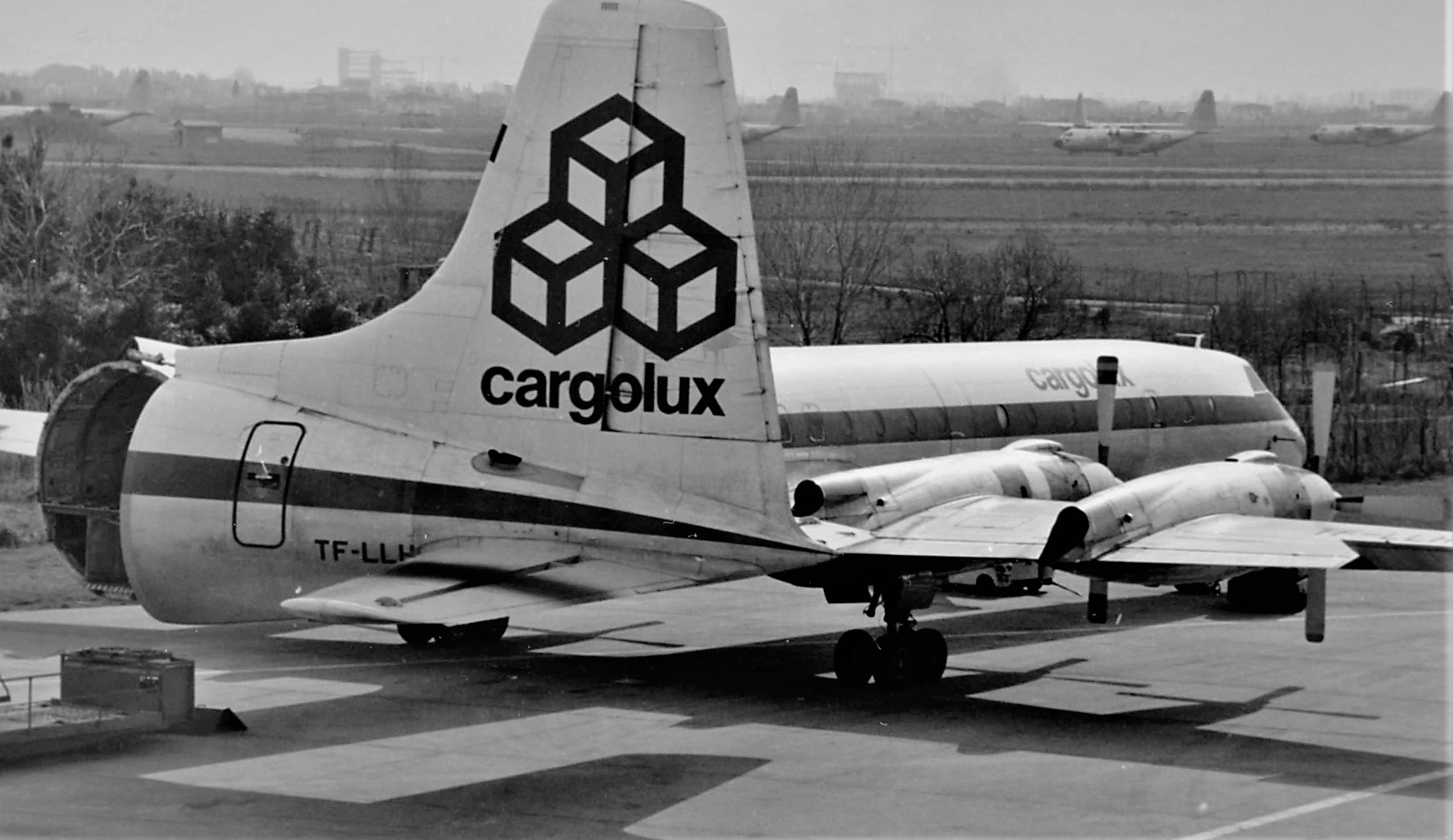
かつて存在したCL-44Fが貨物を積み降ろす様子。（機体後部を横に開くことで、機体全体が折れているように見える。）

## 保有機材
2011年までは、しばらくボーイング747-400Fのみを運用していたが、ボーイング747-8F導入以降は2機種を運用している。
| 機種               | 保有数 | 発注数 | 備考 |
| ------------------ | ------ | ------ | --- |
| ボーイング747-400F | 6      |        | うち3機はカーゴルックス・イタリアで運用                                                                   |
| ボーイング747-400F | 10     |        | - 中古リース機 - LX-NCLはレトロ特別塗装 - 1機はDHLにリース                                                |
| ボーイング747-8F   | 14     |        | - ローンチカスタマー - LX-VCCは設立50周年特別塗装､愛称「Spirit of Cargolux」 - LX-VCFはマスク着用特別塗装 |
| ボーイング777-8F   |        | 10     | オプション発注6機。                                                                                       |
| 合計               | 30     | 10     | |

### B747-8F調達
B747-8Fの導入に当たっては、ボーイングのWorking Togetherにより、詳細仕様をユーザーと共同で決定する提案をしており、これに応える形で日本貨物航空とローンチカスタマー同士での協力強化を発表している。2007年3月19日のボーイングリリースで3機の追加発注、2機のオプションが加わり確定13機、オプション2機、購入権10機となった。747-400と比較して有償貨物搭載量は16%増、トンマイルコストは15%の低減となる。
同社向け747-8Fは新デザインの塗装を施し、2010年6月7日、エバレット工場で公開された。
2011年9月19日に、同社向けの歴史的初号機が納入される予定となっていた。当日はシアトル近郊のボーイングのエバレット工場で納入式典が行われ、同機を受領する予定だった。ところがボーイング社との間での契約において諸問題が発生した（製造された初期の機体の性能に問題あり）。このことで納入式典は中止となり、同社の関係者は会場から引き上げ、初号機の受領を拒否した。さらに同月21日には、完成した2号機も引き渡される予定であったが、同機も受領を拒否した。その後ボーイングは同社と交渉を重ね10月に合意に達し、10月12日に一機目が納入された。

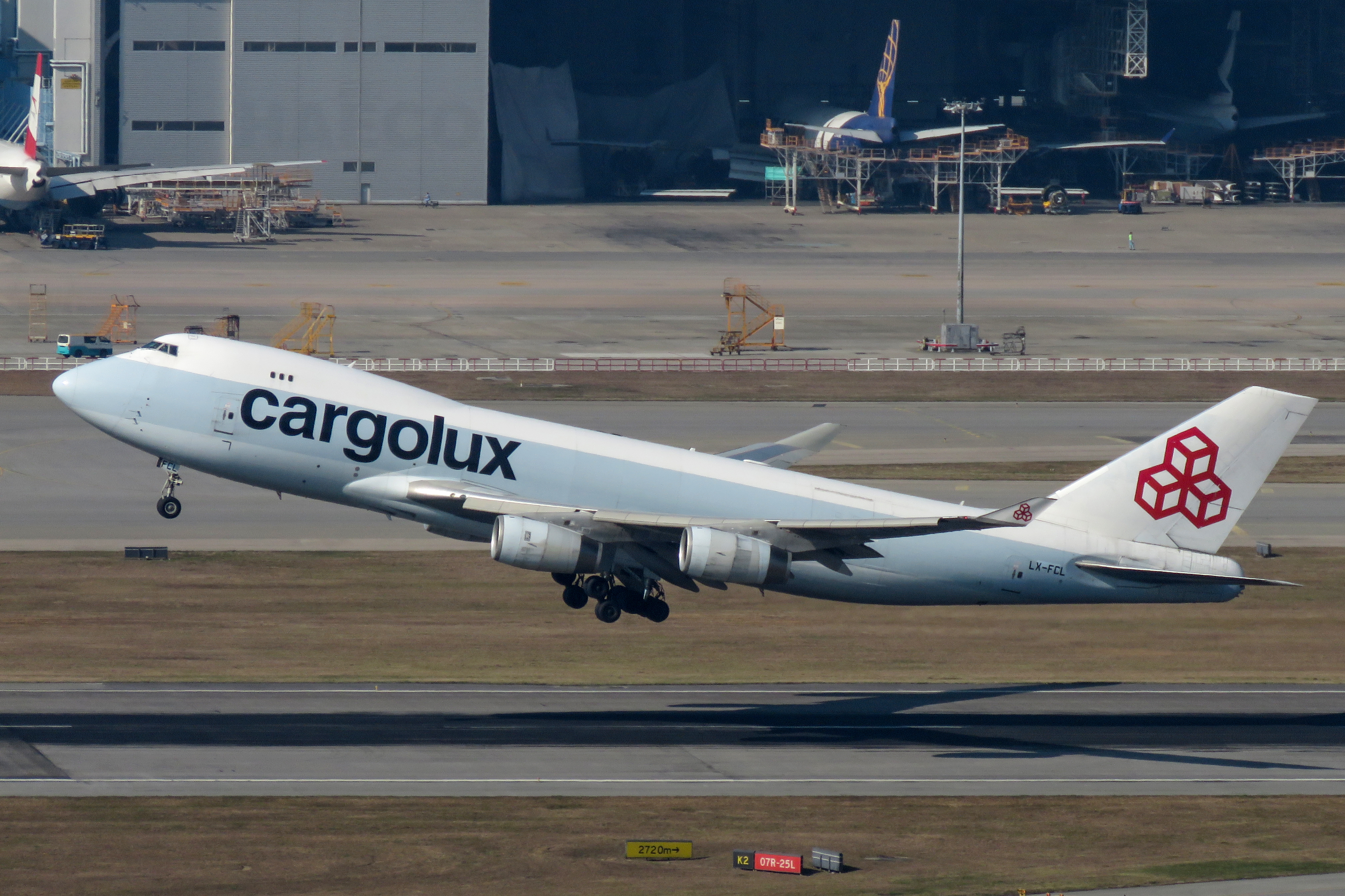
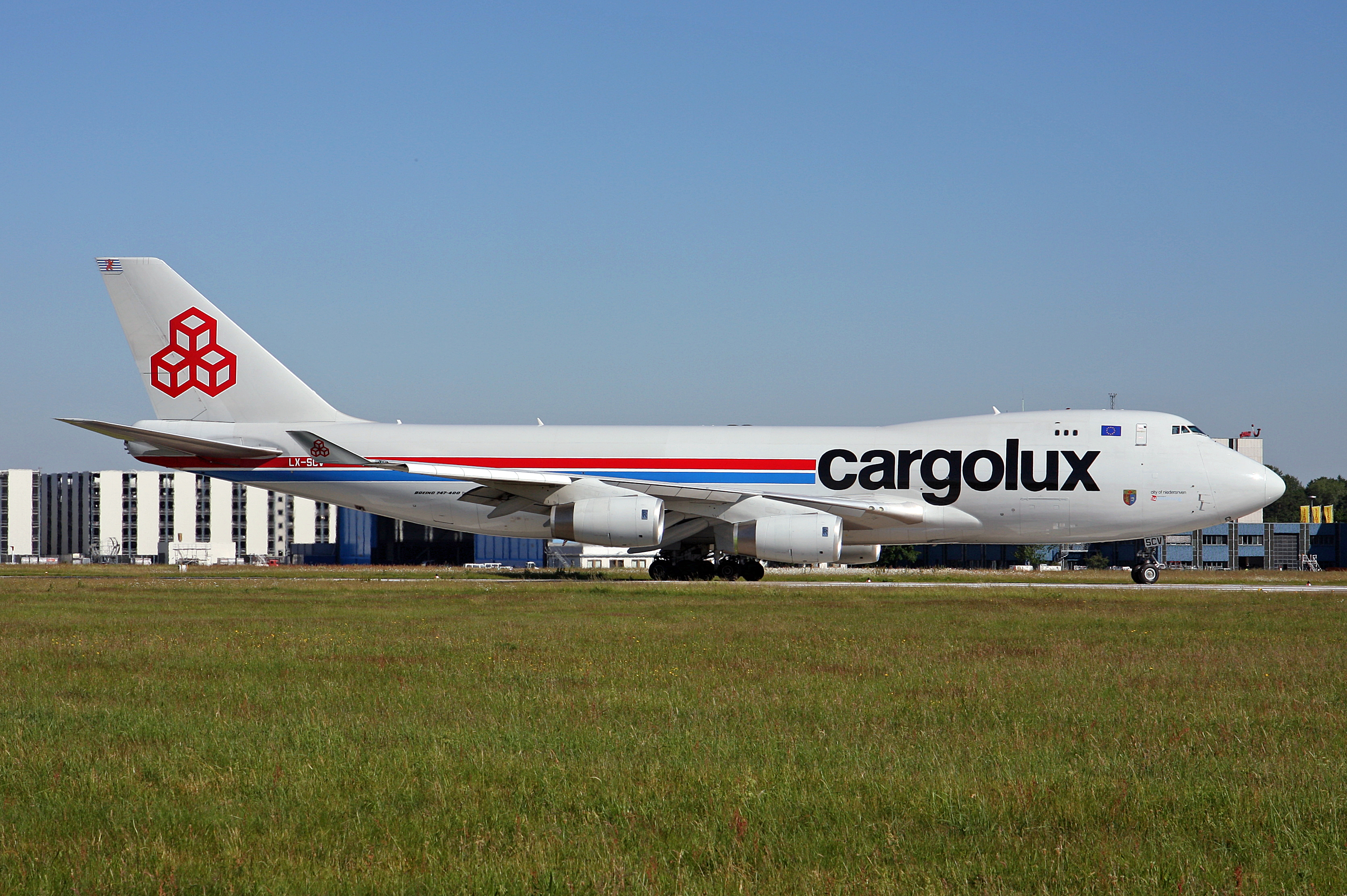
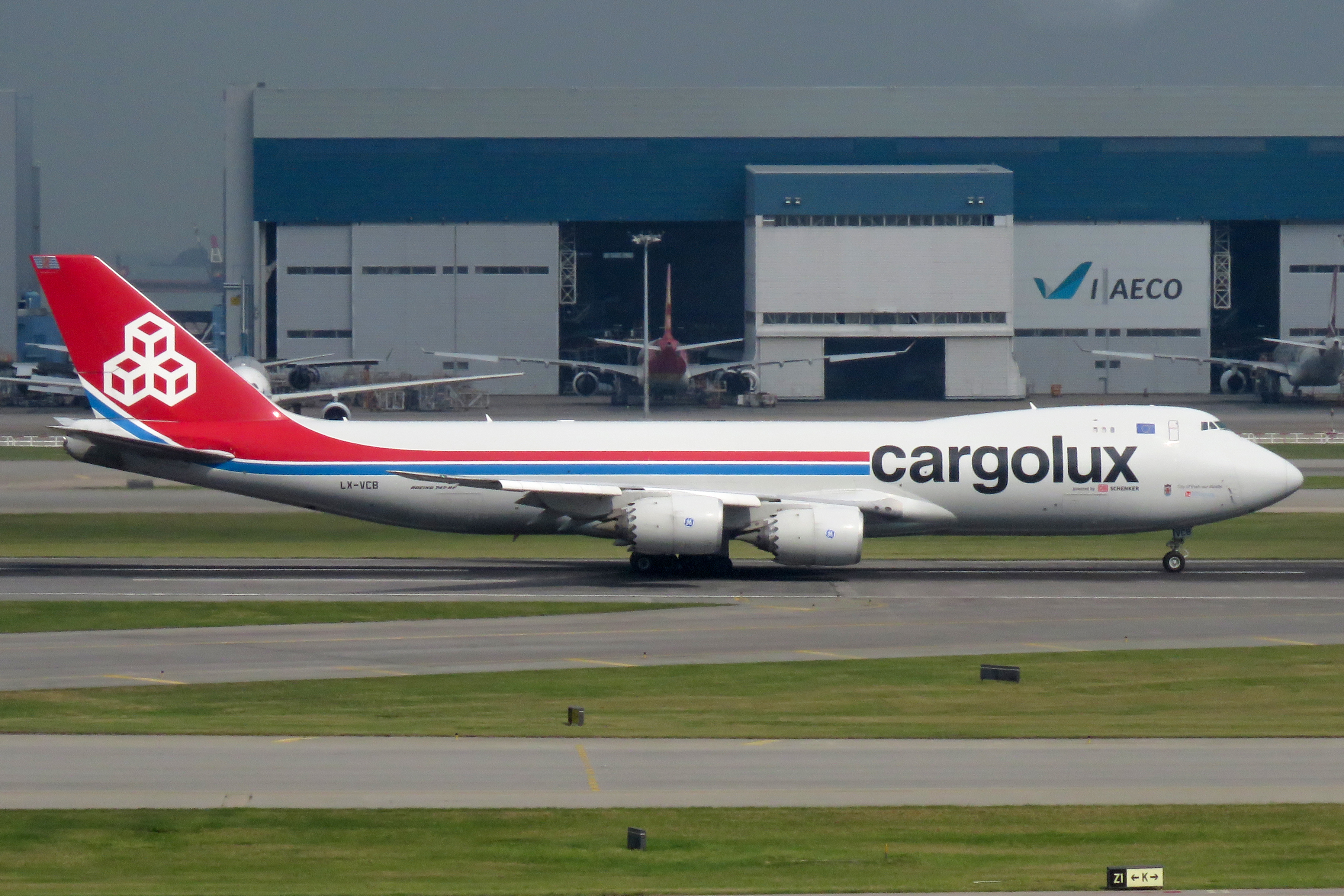
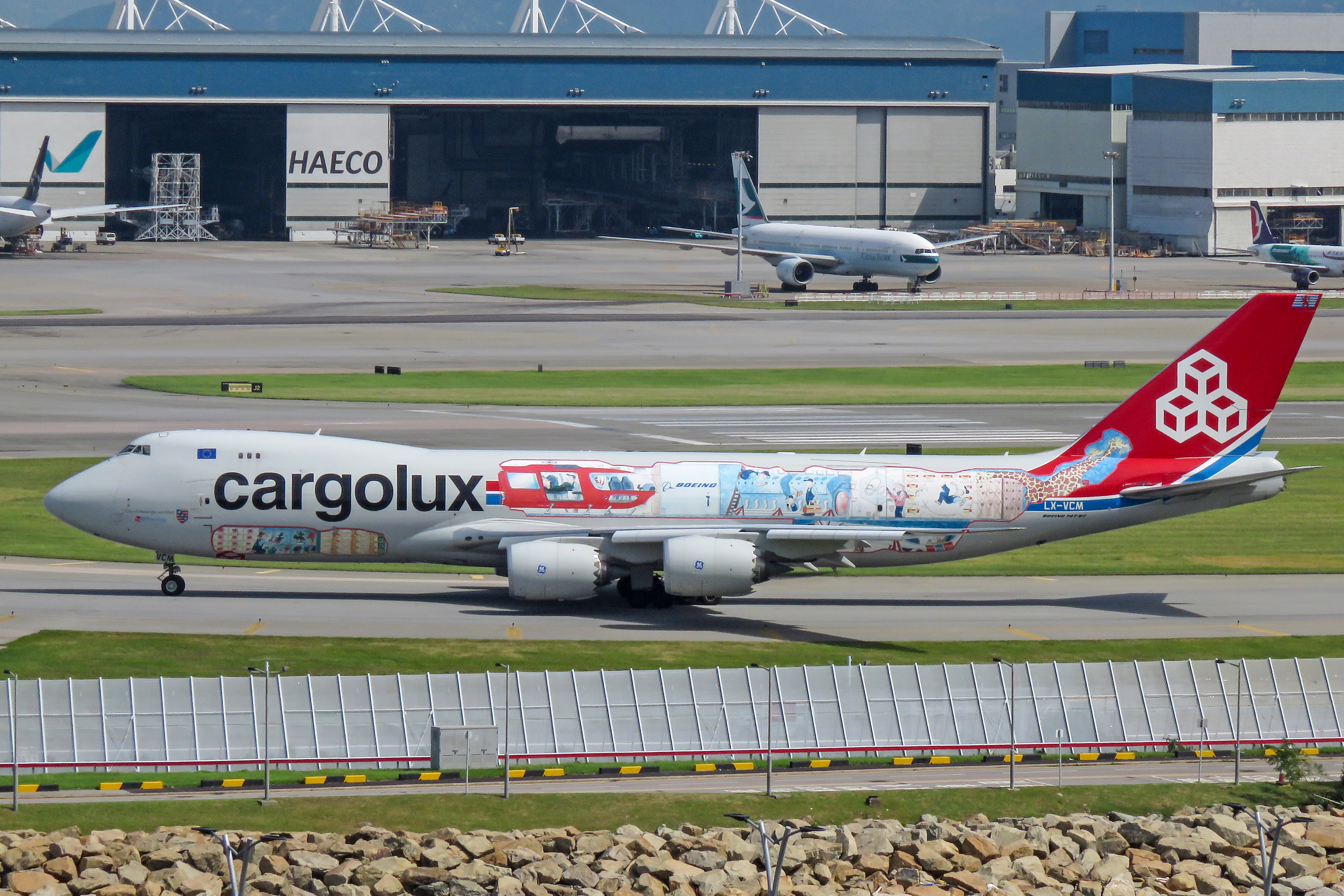

## 就航都市
| 国               | 空港                                             |
| ---------------- | ------------------------------------------------ |
| ルクセンブルク   | ハブ空港：ルクセンブルク空港                     |
| イギリス         | ロンドン・スタンステッド空港                     |
| イギリス         | グラスゴー・プレストウィック空港                 |
| イタリア         | ミラノ・マルペンサ空港                           |
| オランダ         | アムステルダム・スキポール空港                   |
| オーストリア     | ウィーン国際空港                                 |
| ハンガリー       | リスト・フェレンツ国際空港                       |
| アメリカ合衆国   | ハーツフィールド・ジャクソン・アトランタ国際空港 |
| アメリカ合衆国   | シカゴ・オヘア国際空港                           |
| アメリカ合衆国   | リッケンバッカー国際空港                         |
| アメリカ合衆国   | ダラス・フォートワース国際空港                   |
| アメリカ合衆国   | ジョージ・ブッシュ・インターコンチネンタル空港   |
| アメリカ合衆国   | インディアナポリス国際空港                       |
| アメリカ合衆国   | ロサンゼルス国際空港                             |
| アメリカ合衆国   | マイアミ国際空港                                 |
| アメリカ合衆国   | ジョン・F・ケネディ国際空港                      |
| アメリカ合衆国   | シアトル・タコマ国際空港                         |
| カナダ           | カルガリー国際空港                               |
| メキシコ         | フェリペ・アンヘレス国際空港                     |
| メキシコ         | グアダラハラ国際空港                             |
| プエルトリコ     | ルイス・ムニョス・マリン国際空港                 |
| エクアドル       | マリスカル・スクレ国際空港                       |
| ブラジル         | ヴィラコッポス国際空港                           |
| ブラジル         | アントニオ・カルロス・ジョビン国際空港           |
| ブラジル         | ペトロリーナ空港                                 |
| ブラジル         | アフォンソ・ペーナ国際空港                       |
| 香港             | 香港国際空港                                     |
| 日本             | 成田国際空港                                     |
| 日本             | 小松空港                                         |
| 韓国             | 仁川国際空港                                     |
| 台湾             | 台北桃園国際空港                                 |
| 中国             | 北京首都国際空港                                 |
| 中国             | 厦門高崎国際空港                                 |
| 中国             | 鄭州新鄭国際空港                                 |
| 中国             | 上海浦東国際空港                                 |
| マレーシア       | クアラルンプール国際空港                         |
| マレーシア       | ペナン国際空港                                   |
| シンガポール     | シンガポール・チャンギ国際空港                   |
| ベトナム         | ノイバイ国際空港                                 |
| ベトナム         | タンソンニャット国際空港                         |
| インドネシア     | スカルノ・ハッタ国際空港                         |
| タイ             | スワンナプーム空港                               |
| トルクメニスタン | アシガバート国際空港                             |
| アラブ首長国連邦 | アール・マクトゥーム国際空港                     |
| バーレーン       | バーレーン国際空港                               |
| 南アフリカ共和国 | O.R.タンボ国際空港                               |
| ケニア           | ジョモ・ケニヤッタ国際空港                       |

## 日本との関係

### 日本路線
- 1985年から、福岡空港に貨物便を就航させていた。しかし、日本便の貨物取り扱い量が伸び悩んでおり、撤退も含めて再検討をしていた際、3000m級の滑走路がある他の拠点として、関西国際空港、小松空港への移転を検討した。最終的には1994年7月より日本での就航空港を、福岡空港から小松空港に移転した。

新たな就航地として小松空港を選定したのは、小松空港から東京・名古屋・大阪の3大都市圏まで、1994年時点で次のような所要時間であり、比較的似た距離帯で結ばれていたことが一因である。
| 都市圏 | 所要時間  |
| ------ | --------- |
| 東京   | 5時間40分 |
| 大阪   | 3時間20分 |
| 名古屋 | 2時間30分 |

また、小松空港サイドもカーゴルックス航空の誘致に積極的で、同社の新規就航に備え、第三セクターの貨物取扱い専門会社を設立し、地元の衆議院議員でネオ・ニューリーダーの一人と目されていた森喜朗を押し立てて運輸省に陳情を行うなどした。
2003年の日本経済新聞の取材では、夜間に高速道路で貨物を運び、翌日には成田空港などで通関することが可能で、「保税輸送」での利点が大きいとされた。なお、当時の日本への輸入品は精密機械部品、化学製品、ブランド品などであり、15時に着陸した後、直ちに荷物を積み替え、夕方には離陸するという比較的タイトなスケジュールが組まれていた。貨物の取り扱いについても、成田国際空港や関西国際空港などの大空港と異なり、「専用空港に近い条件でスムーズに作業が出来る」メリットを享受している。
しかし朝日新聞によればカーゴルックス側は、関西国際空港への就航を希望しており、関西国際空港への枠を認めない国土交通省の姿勢、森を初めとする石川県の陳情、政治圧力を批判的に指摘している。
- 2010年10月、北國新聞の報道によれば、ボーイング747-8Fの導入や、日本・ルクセンブルク政府間で運行条件が見直されたことをきっかけに、小松発着の新路線開設のための協議を開始し、北米、香港などが新たに貨物輸送可能な寄港地として加わった[29]。

- 2018年3月28日には、日本2地点目として成田国際空港へ新規就航し、同時に日本貨物航空とのコードシェアを開始した[30][31]。

### 日本便の取扱量推移
当初は週2便で就航したが、その後は徐々に取り扱い量が増加し、2001年には3便から5便までの枠が認められ、2000年代前半には年2万トンを超す扱い量があった。2004年にはこの5便枠いっぱいまで増便した。しかし、リーマンショック以降は1万トンを切る水準まで落ち込むこととなったが、その後の景気回復で再び増加に転じている。この間、2000年に北陸自動車道が全線4車線化され、2008年には東海北陸自動車道が全通するなどアクセス性は更に改善された。また、小松空港の設備も貨物取扱施設を増強するなど、充実が図られていった。2010年の北陸中日新聞によれば輸出品としては欧州向け半導体製造装置などがあり、景気回復による恩恵ばかりではなく、成田空港発着のエールフランス、日本貨物航空の貨物便が減少し、それらの受け皿となっていることも挙げられている。